# Pink Punch
Pink Punch (с англ. — «Розовый Удар») — дебютный мини-альбом южнокорейской гёрл-группы Rocket Punch. Альбом был выпущен в цифровом и физическом виде 7 августа 2019 года компанией Woollim Entertainment. Альбом содержит шесть треков с ведущим синглом «Bim Bam Bum».

## Предпосылки и релиз
22 июля 2019 года Woollim Entertainment объявил через SNS, что Rocket Punch дебютируют 7 августа.
Концептуальные фото с участием каждого из участниц были выпущены 31 июля. Альбом содержит шесть треков, включая ведущий сингл «Bim Bam Bum». Тизер музыкального видео был выпущен 4 августа, а полное музыкальное видео 7 августа.

## Промоушен
Rocket Punch провели шоукейс в Blue Square YES24 Live Hall 7 августа 2019 года, где они исполнили «Bim Bam Bum» вместе с «Lucid Dream» и «Love is Over».
Группа начала продвигать ведущий сингл «Bim Bam Bum» 8 августа. Сначала они исполнили песню на M Countdown, а затем выступили на Music Bank, Show! Music Core и Inkigayo.

## Трек-лист
| №                   | Название                   | Текст песни               | Музыка                                             | Arrangement             | Длительность |
| ------------------- | -------------------------- | ------------------------- | -------------------------------------------------- | ----------------------- | ------------ |
| 1.                  | «Pink Punch»               |                           | Iggy (Oreo), Yongbae                               | Iggy (Oreo), Yongbae    | 1:00         |
| 2.                  | «Bim Bam Bum» (빔밤붐)     | Iggy (Oreo), Yongbae      | Iggy (Oreo), Yongbae                               | Iggy (Oreo), Yongbae    | 3:16         |
| 3.                  | «Love Is Over»             | Jarry Potter (Yummy Tone) | Big Sancho (Yummy Tone), Jarry Potter (Yummy Tone) | Big Sancho (Yummy Tone) | 3:28         |
| 4.                  | «Lucid Dream»              | Code 9                    | Code 9                                             | Code 9                  | 4:03         |
| 5.                  | «Favorite» (특이점)        | danke, Stardust           | Stardust                                           | Stardust                | 3:15         |
| 6.                  | «Do something» (선을 넘어) | Code 9                    | Code 9                                             | Code 9                  | 3:06         |
| Общая длительность: | Общая длительность:        | Общая длительность:       | Общая длительность:                                | Общая длительность:     | 18:12        |

## Чарты
| Чарты (2019)            | Высшая позиция |
| ----------------------- | -------------- |
| Республика Корея (Gaon) | 6              |